# Chusta trójkątna
Chusta trójkątna – bawełniana chusta w kształcie trójkąta równoramiennego najczęściej o wymiarach 96 x 96 x 136 cm. Stosuje się ją w czasie udzielania pierwszej pomocy do tymczasowego unieruchomienia kończyny w przypadku zwichnięć albo złamania obojczyka, kości ramieniowej, kości przedramienia lub dłoni. Do pewnego unieruchomienia kończyny niezbędne są trzy chusty.
W sprzedaży dostępne są także chusty wykonane z włókniny z TMS koloru zielonego; często dodawane są do nich agrafki, służące do spięcia temblaka.
Chusty trójkątne znajdują się zwykle w apteczkach pierwszej pomocy.